# Alternanthera crassifolia
Alternanthera crassifolia là loài thực vật có hoa thuộc họ Dền. Loài này được (Standl.) Alain mô tả khoa học đầu tiên năm 1950.